# Kunstpreis des FDGB

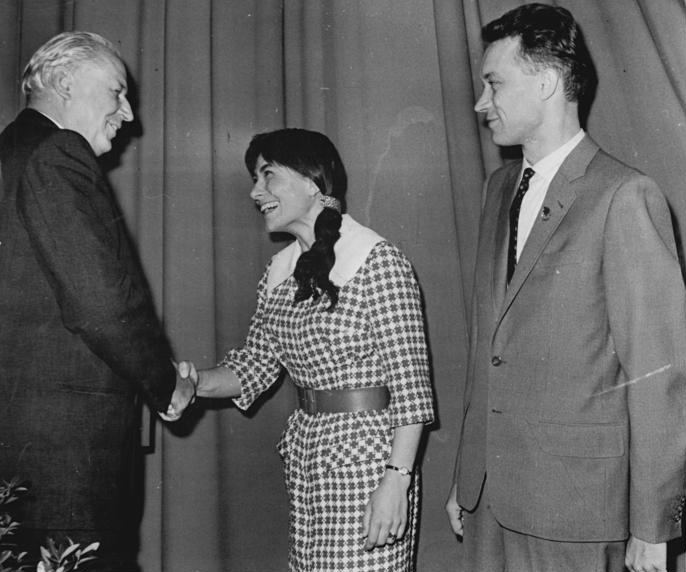
Herbert Warnke (links) verleiht den Kunstpreis des FDGB für Literatur an Brigitte Reimann und Siegfried Pitschmann (1961)

Der Kunstpreis des FDGB war in der Deutschen Demokratischen Republik (DDR) eine nichtstaatliche Auszeichnung des Freien Deutschen Gewerkschaftsbundes (FDGB). Der Preis wurde 1958 geschaffen und ab 1960 als Literaturpreis, als Kunstpreis für Werke der bildenden Kunst und als Musikpreis verliehen.
Ab 1969 wurden die Verleihungen auch auf Werke des Films, des Theaters und der Unterhaltungskunst erweitert. Er wurde als Einzelpreis und als Preis für Kollektive vergeben. Eine mehrmalige Verleihung war möglich. Im Jahr 1974 wurde eine Medaille zum Kunstpreis eingeführt und allen früher ausgezeichneten Künstlern nachträglich übergeben.
Die versilberte oder vernickelte Medaille zeigt auf der Vorderseite die Aufschrift „Kunstpreis des FDGB“ zwischen zwei Lorbeerranken. Die Rückseite zeigt die Inschrift „Kunst ist Waffe“, einen Ausspruch von Friedrich Wolf. Die Medaillenspange ist mit einem roten Band bezogen, in das blaue Ränder eingewebt sind und auf das ein FDGB-Abzeichen aufgelegt ist.

## Preisträger (unvollständig und ohne Preise an volkskünstlerische Zirkel)
- 1960: Gerhard Geyer, Margret Häusler, Edgar Klier, Karl-Erich Koch, Helmut Pohling (* 1926), Heinrich Witz, Hans Steger, Ilié Streicher, Ingeborg Wehle (* 1933), Walter Womacka
- 1961: Willi Neubert, Hans Ticha, Siegfried Pitschmann, Brigitte Reimann, Joachim Chaim Schwarz
- 1962: Walter Arnold, Alfred Beier-Red, Rudolf Bergander, Franz Fühmann, Gerhard Geyer, Hans Helmbrecht,  Paul Michaelis, Brigitte Reimann, Eva Schulze-Knabe, Gisela Steineckert
- 1963: Tom Beyer, Bert Heller, Werner Schmoll, Ulrich Thein
- 1964: Günther Brendel, Martin Flörchinger, Helmut Hauptmann, Walter Howard, Erich Köhler, Wieland Förster, Heinz Wagner
- 1966: Günter Görlich, Joachim Knappe, Günter Kochan, Inge Lammel, Inge von Wangenheim
- 1967: Gerhard Bengsch
- 1968: Gerhard Bengsch, Jean Kurt Forest, Willi Neubert, Siegfried Pfaff
- 1969: Gerhard Bengsch, Reiner Bredemeyer, Günther Brendel, Gerhard Bondzin, Alfred Hesse, Gerhard Stengel, Heinz Wagner
- 1970: Andre Asriel, Wolfgang Hohensee, Gerhard Rosenfeld
- 1971: Joachim Knappe, Claus Küchenmeister, Wera Küchenmeister, Claus Neumann, Carlernst Ortwein mit den Bühnen der Stadt Gera, Harry Pietzsch, Ulrich Plenzdorf, postum Ingrid Reschke, Rudi Werion
- 1972: Helmut Humann, Günter Reisch, Frank Ruddigkeit, Rolf Schneider, Armin Stolper, Gerhard Tittel
- 1973: Peter Abraham, Günter Görlich, Lea Grundig, Alfred Hesse, Gerhard Bondzin, Friderun Bondzin, Gerhard Stengel, Kurt Huhn
- 1974: Erik Neutsch, Egmar Ponndorf, Erwin Stranka, Karlheinz Wenzel
- 1975: Horst Bastian, Peter Baumbach, Jürgen Böttcher, Günther Brendel, Günter Kochan, Erwin Strittmatter
- 1976: Arno Mohr, Barbara Dittus, Harald Kretzschmar, Rolf Ludwig, Kollektiv von Formgestaltern mit Volker Beier, Hans Brockhage, Clauss Dietel, Hellmut Humann und Carl-Heinz Westenburger.
- 1977: Ernst Busch, Werner Bergmann, Horst Drinda, Ronald Paris, Konrad Wolf, Bernd Rump
- 1978: Wieland Förster, Hans Kies, Lotte Loebinger, Günter Marczinkowsky, Hans Jürgen Wenzel
- 1979: Hanns Maaßen, Dieter Noll, Klaus Wittkugel
- 1980: Gerhard Bengsch, Fritz Dähn, Iris Gusner, Lissy Tempelhof, Heinz Quermann, Frank Glaser, Peter Wekwerth
- 1981: Regine Kühn, Christa Müller, Wilhelm Neef, Claus Neumann, Karl Raetsch, Bernhard Seeger, Lothar Warneke
- 1982: Marguerite Blume-Cárdenas, Horst Drinda, Winfried Junge, Wolfgang Roßdeutscher, Reiner Schwalme, Klaus Schwabe
- 1983: Ingo Arnold, Eugen Klagemann, Eduard Klein, Bernhard Seeger
- 1984: Klaus Beuchler, Eberhard Panitz, Landolf Scherzer, Ingeborg Hunzinger, Werner Haselhuhn, Harald Metzkes, Wolfram Beyer, Fritz Bornemann, Peter Hoppe, Helge Jung, Walter Kaufmann, Wolfgang Eckardt, Lutz Heyder
- 1985: Erwin Geschonneck, Ralf Kirsten
- 1986: Joachim Nowotny
- 1987: Günther Fischer
- 1988: Bernd Göbel, Heidrun Hegewald, Siegfried Klotz, Nuria Quevedo, Gitta Nickel, Wolfgang Schwarze, Emil Rudolf Greulich
- 1989: Corinna Harfouch, André Hennicke, Siegfried Kühn, Horst Jäger